# Синхронне плавання на літніх Олімпійських іграх 1996
Змагання з синхронного плавання на літніх Олімпійських іграх 1996 тривали з 30 липня до 2 серпня в Центрі водних видів спорту Джорджия-Тек. 78 спортсменок з 8-ми країн змагалися за 1 комплект нагород: у змаганнях груп, що їх ввели замість соло і дуетів (змагання дуетів повернуть через чотири роки). Змагання складалися з технічної й довільної програм. Медалістки визначалися за сумою оцінок у цих програмах (35 відсотків технічна програма і 65 відсотків - довільна).

## Розклад
Вказано китайський стандартний час UTC+8
| Дата                    | Час   | Раунд             |
| ----------------------- | ----- | ----------------- |
| Вівторок, 30 липня 1996 | 19:30 | Довільна програма |
| П'ятниця, 2 серпня 1996 | 19:30 | Технічна програма |

## Результати
| Місце | Країна        | Спортсменки | Тех. прог. | Дов. прог. | Сума   |
| ----- | ------------- | --- | ---------- | ---------- | ------ |
| 1     | США (USA)     | Сюзанна Б'янко, Теммі Клеланд, Бекі Дайроен-Ленсер, Гетер Піс, Джилл Сейвері, Наталі Шнейдер, Гетер Сіммонс-Карраско, Джилл Саддет, Емілі Лесюр, Марґо Тьєн          | 34.720     | 65.000     | 99.720 |
| 2     | Канада (CAN)  | Керен Кларк, Сільві Фрешетт, Дженіс Бремнер, Керен Фонтейн, Крістін Ларсен, Ерін Вудлі, Кері Рід, Лайза Александер, Валері Уд-Маршан, Кашя Кулеша                    | 34.277     | 64.090     | 98.367 |
| 3     | Японія (JPN)  | Мія Татібана, Акіко Кавасе, Реї Дзімбо, Міхо Такеда, Райка Фудзії, Міхо Кавабе, Дзюнко Танака, Ріхо Накадзіма, Маюко Фудзікі, Каорі Такахасі                         | 34.183     | 63.570     | 97.753 |
| 4     | Росія (RUS)   | Олена Азарова, Ганна Юряєва, Марія Кисельова, Ольга Бруснікіна, Олена Антонова, Марина Лобова, Юлія Панкратова, Ольга Новокщонова, Ганна Максимова, Ольга Сєдакова   | 33.950     | 63.310     | 97.260 |
| 5     | Франція (FRA) | Віржині Дідьє, Маріанн Ешбахер, Міріам Ліньйо, Селін Левек, Жулі Фабр, Ізабель Манабль, Магалі Ратьє, Шарлотт Массардьє, Дельфін Марешаль, Ева Ріффе                 | 33.460     | 62.616     | 96.076 |
| 6     | Італія (ITA)  | Серена Б'янкі, Джада Баллан, Мануела Карніні, Мара Брунетті, Джованна Бурландо, Брунелла Каррафеллі, Роберта Фарінеллі, Паола Челлі, Мауріція Чекконі, Летіція Нуццо | 32.807     | 61.446     | 94.253 |
| 7     | Китай (CHN)   | Лі Мінь, Лун Янь, Чень Сюйань, У Чуньлань, Лі Юаньюань, Цзінь На, Фу Юйлін, Лі Фей, Ґо Цуй, Пань Янь                                                                 | 33.110     | 61.014     | 94.124 |
| 8     | Мексика (MEX) | Венді Агілар, Олівія Гонсалес, Ліліан Леаль, Інгрід Рейч, Аліне Рейч, Патрісія Віла, Аріадна Медіна, Беренісе Гусман, Перла Рамірес, Еріка Леаль                     | 33.04      | 60.796     | 93.836 |